# Enoxaparină sodică
Enoxaparina sodică (cu denumirea comercială Clexane) este un medicament anticoagulant din clasa heparinelor cu greutate moleculară mică. Calea de administrare disponibilă este cea injectabilă (la nivel subcutanat sau intravenos).
Molecula a fost obținută pentru prima dată din heparină în 1981 și a fost aprobată pentru uz medical în anul 1993. Se află pe lista medicamentelor esențiale ale Organizației Mondiale a Sănătății. Este disponibil sub formă de medicament generic.

## Utilizări medicale
Enoxaparina este utilizată pentru:
- profilaxia tulburărilor tromboembolice (chirurgie generală sau ortopedică, etc.);
- tratamentul tulburărilor tromboembolice;
- prevenirea coagulării în timpul hemodializei;
- tratamentul anginei pectorale instabile și al infarctului de miocard fără undă Q.